# 국립미술관 목록
다음은 국립미술관 목록이다.
- 국립현대미술관 : 대한민국
- 국립미술관 (일본)
  - 도쿄 국립근대미술관
  - 국립서양미술관
  - 교토 국립근대미술관
  - 국립국제미술관
  - 국립신미술관
- 암스테르담 국립미술관
- 주 드 폼 국립미술관
- 바하마 국립미술관
- 베를린 구 국립미술관
- 스웨덴 국립미술관
- 국립미술관 (덴마크)
- 내셔널 갤러리 오브 아트 - 미국 워싱턴 D.C.
- 캐나다 국립미술관
- 멕시코 국립미술관
- 라트비아 국립미술관
- 루마니아 국립미술관
- 우크라이나 국립미술관
- 아순시온 국립미술관
- 국립미술관 (브라질)
- 국립미술관 (쿠바)
- 국립미술관 (칠레)
- 국립미술관 (아르헨티나)
- 국립미술관 (알바니아)